# Eisfeldts menageri
Eisfeldts menageri var ett svenskt kringresande menageri ägt av släkten Eisfeldt, som under längre tider uppehöll sig i Stockholm.
Släkten Eisfeldt kom till Sverige med Heinrich Friedrich Eisfeldt, född 1815 i Ellrich, Tyskland, och hans hustru Concordia Kunigunda Kunst, född 1820 i Roskilde, Danmark.
En annan bärare av namnet, cirkusdirektören Alexander Eisfeldt ägde en asiatisk elefant med namnet Shemir, vilken han köpt av Leonard Houcke, vilken i sin tur köpt elefanten tillsammans med Circus Leonard, av Didier Gautier 1868.
Eisfeldts menageri förefaller att ha haft avel av lejon, en tidning skriver 1888  ”nu hafva också tre lejonungar skådat dager der i eisfeldtska menageriet.
Alexander Eisfeldt  dödades av elefanten Shemir den 11 december 1890, under turné i Riga, och ledningen av menageriet och cirkusen övertogs av hans styvson Heinrich Gustaf Eisfeldt, född i Jamburg, Ryssland 1860, och dennes hustru, lejontämjerskan Jenny Olga Wiktoria Bergström, född 1869 i Norrköping.
Gustaf Eisfeldt utrustade menageriet med rikhaltig information om de olika djurarterna. 